# Arijan Ademi
Pour les articles homonymes, voir Ademi.
Arijan Ademi (en macédonien : Аријан Адеми), né le 29 mai 1991 à Šibenik, est un footballeur international macédonien qui évolue au poste de milieu défensif au Dinamo Zagreb.

## Biographie
Arijan Ademi participe au championnat d'Europe des moins de 19 ans 2010 avec la sélection croate. Son équipe atteint le stade des demi-finales, en se faisant éliminer par la France. Le 16 septembre 2015, il est contrôlé positif aux tests anti-dopages après le match de Ligue des champions Arsenal-Dinamo Zagreb et est condamné le 20 novembre 2015 à quatre ans de suspension par l'UEFA.

## Carrière
- 2007-2010 : HNK Šibenik ( Croatie)
- depuis 2010 : Dinamo Zagreb ( Croatie)
  - jan. 2012-2012 : Lokomotiva Zagreb ( Croatie) (prêt)[3]

## Palmarès
- Champion de Croatie en 2011, 2012, 2013, 2014, 2015, 2016, 2018, 2019, 2020, 2021 et 2022. avec le Dinamo Zagreb
- Vainqueur de la Coupe de Croatie en 2011, 2015 et 2018 avec le Dinamo Zagreb
- Vainqueur de la Supercoupe de Croatie en 2010 et 2013 avec le Dinamo Zagreb